# Sonnenfinsternis vom 20. März 2015

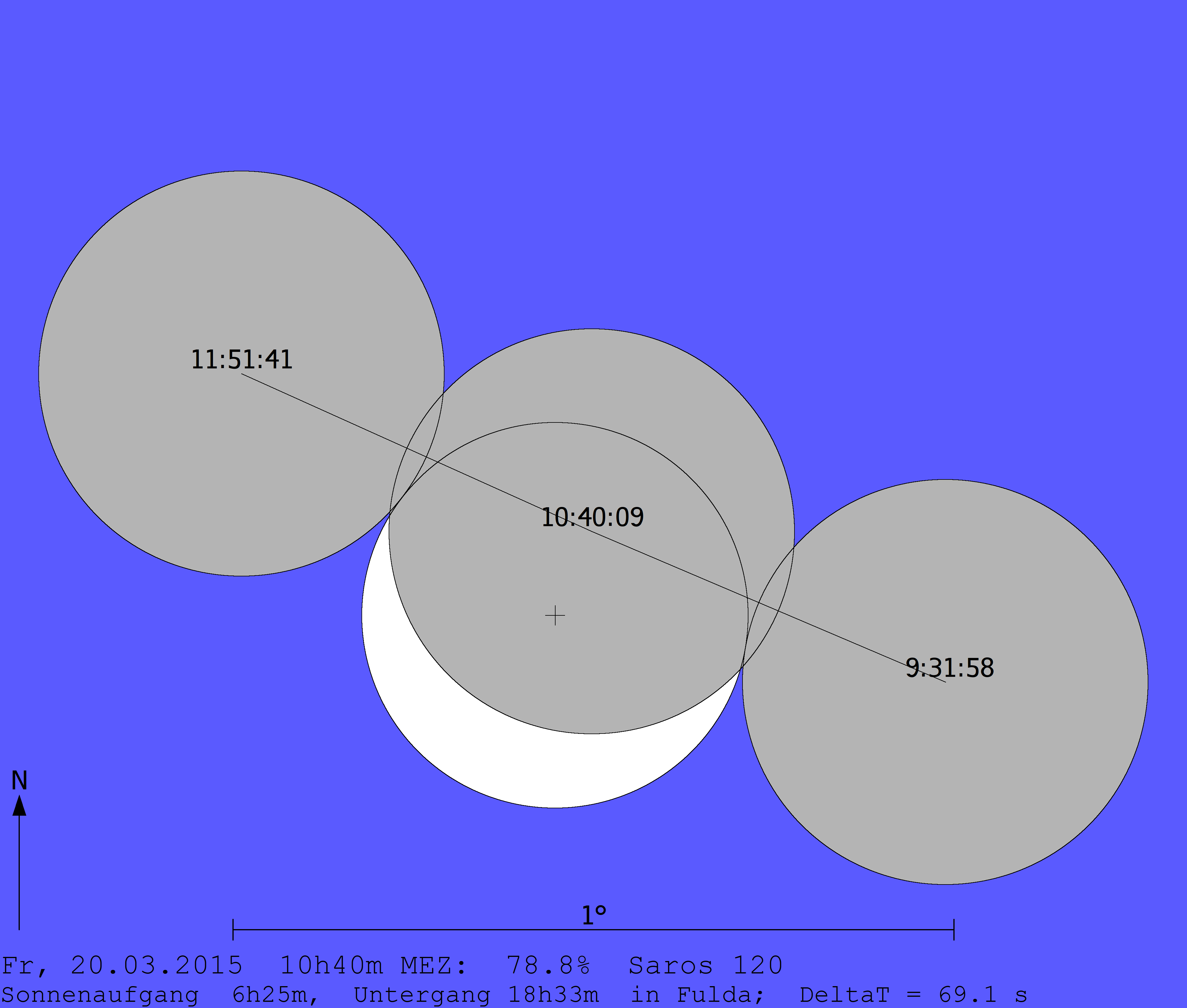
Verlauf der Finsternis in Fulda mit Kontaktzeiten und dem Zeitpunkt der maximalen Bedeckung

Die totale Sonnenfinsternis vom 20. März 2015 ereignete sich am Tag des Frühlingsbeginns auf der Nordhalbkugel. Die totale Verfinsterung begann östlich von Neufundland, der Schattenpfad umrahmte dann Grönland und Island auf seinem Weg durch das Europäische Nordmeer. Die Färöer-Inseln und Spitzbergen lagen in der totalen Zone. Die Finsternis endete nahe dem Nordpol, genau an dem Tag, an dem dort die Sonne erstmals nach einem halben Jahr wieder über dem Horizont erscheint. In ihrer partiellen Phase konnte die Finsternis von ganz Europa gesehen werden.
Der Pfad des Kernschattens war während des gesamten Verlaufs mehr als 400 Kilometer breit, die maximale Breite lag bei 487 Kilometern. Diese für totale Sonnenfinsternisse ungewöhnlich große Breite des Schattenpfads resultierte daraus, dass die Sonne bei Eintreten der Totalität nirgendwo höher als 18° stand, wodurch sich lange Schatten auf der Erdoberfläche ergaben.

## Verlauf
Der Kernschatten des Mondes traf die Erde erstmals um 9:14 UT (Universal Time) im Nordatlantik östlich von Neufundland am Ort 53° 38′ N, 45° 59′ W. Die dort während des Sonnenaufgangs stattfindende Finsternis dauerte 2 Minuten und 6 Sekunden. Der zunächst 406 Kilometer breite Kernschatten raste von dort in nordöstlicher Richtung über den Atlantik, zwischen Island und den Britischen Inseln hindurch. Auf den Färöer-Inseln traf er erstmals auf Land. Die Totalität dauert dort mindestens 2 Minuten, abhängig vom Standort auch bis zu 2 Minuten und 20 Sekunden. Wenig später trat im Atlantik östlich von Island um 9:35.38 UT das Maximum der Finsternis ein, die Totalitätsdauer betrug dort 2 Minuten und 47 Sekunden, die Breite des Schattenpfads war auf 463 Kilometer angewachsen. Anschließend überstrich der Kernschatten Spitzbergen, wo in Longyearbyen eine Totalität von 2 Minuten und 28 Sekunden zu beobachten war. Der Kernschattenpfad setzte sich anschließend fort über das Europäische Nordmeer in Richtung des Nordpols. Nur 69 Kilometer vom Nordpol entfernt verließ der Kernschatten um 10:21 UT die Erde.

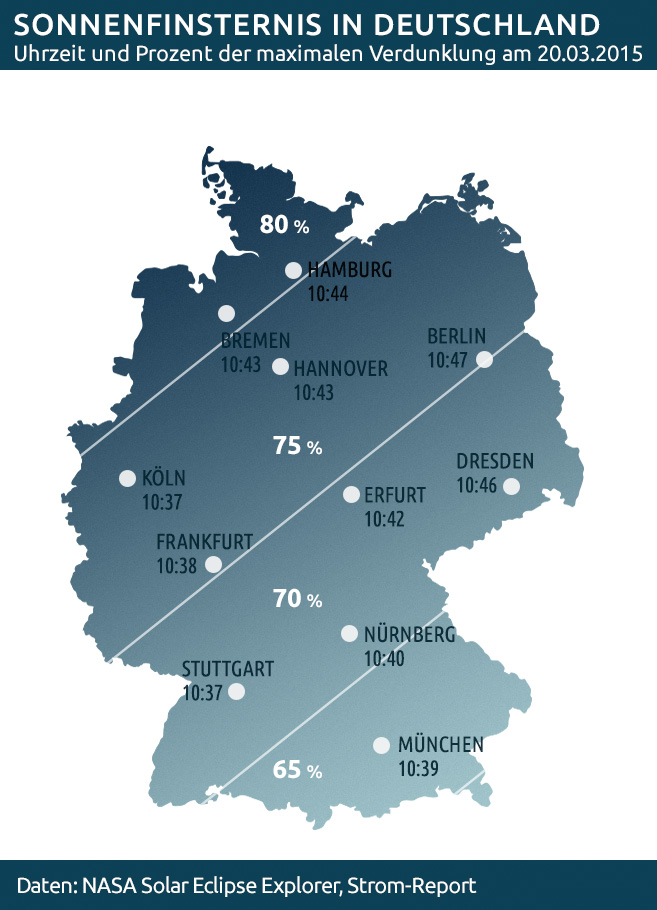
Zeiten und Bedeckungsgrad

Die partielle Phase der Finsternis war von Europa, Nordafrika, dem westlichen und nördlichen Asien und Grönland zu sehen. In Mitteleuropa lag der Bedeckungsgrad zwischen 60 und 85 Prozent, wobei er im Nordwesten größer war als im Südosten. In Bern begann die Finsternis um 9:24 MEZ (Mitteleuropäische Zeit) und endete um 11:44 MEZ, wobei um 10:32 MEZ maximal 69,5 Prozent der Sonnenscheibe bedeckt waren. In Wien begann die Sonnenfinsternis um 9:37 MEZ, also etwa 13 Minuten später, und endete um 11:57 MEZ. Die größte Bedeckung war um 10:45 MEZ zu beobachten. Ungefähr eine Minute später, um 9:38 MEZ, begann sie in Berlin und endete um 11:58 MEZ. Hier war die Bedeckung um 10:47 MEZ am größten. Der Bedeckungsgrad in Wien betrug 62,9 Prozent, während er in Berlin 74,2 Prozent erreichte. Die größte Bedeckung in Deutschland gab es am Ellenbogen bei List auf Sylt mit 83,1 Prozent. Aus der Sicht eines Betrachters wanderte der Mond im Verlauf der Finsternis vom rechten zum linken Sonnenrand und überdeckte dabei einen entsprechend großen, oberen Teil der Sonnenscheibe.

## Impressionen

Verlauf der Sonnenfinsternis in Südbayern
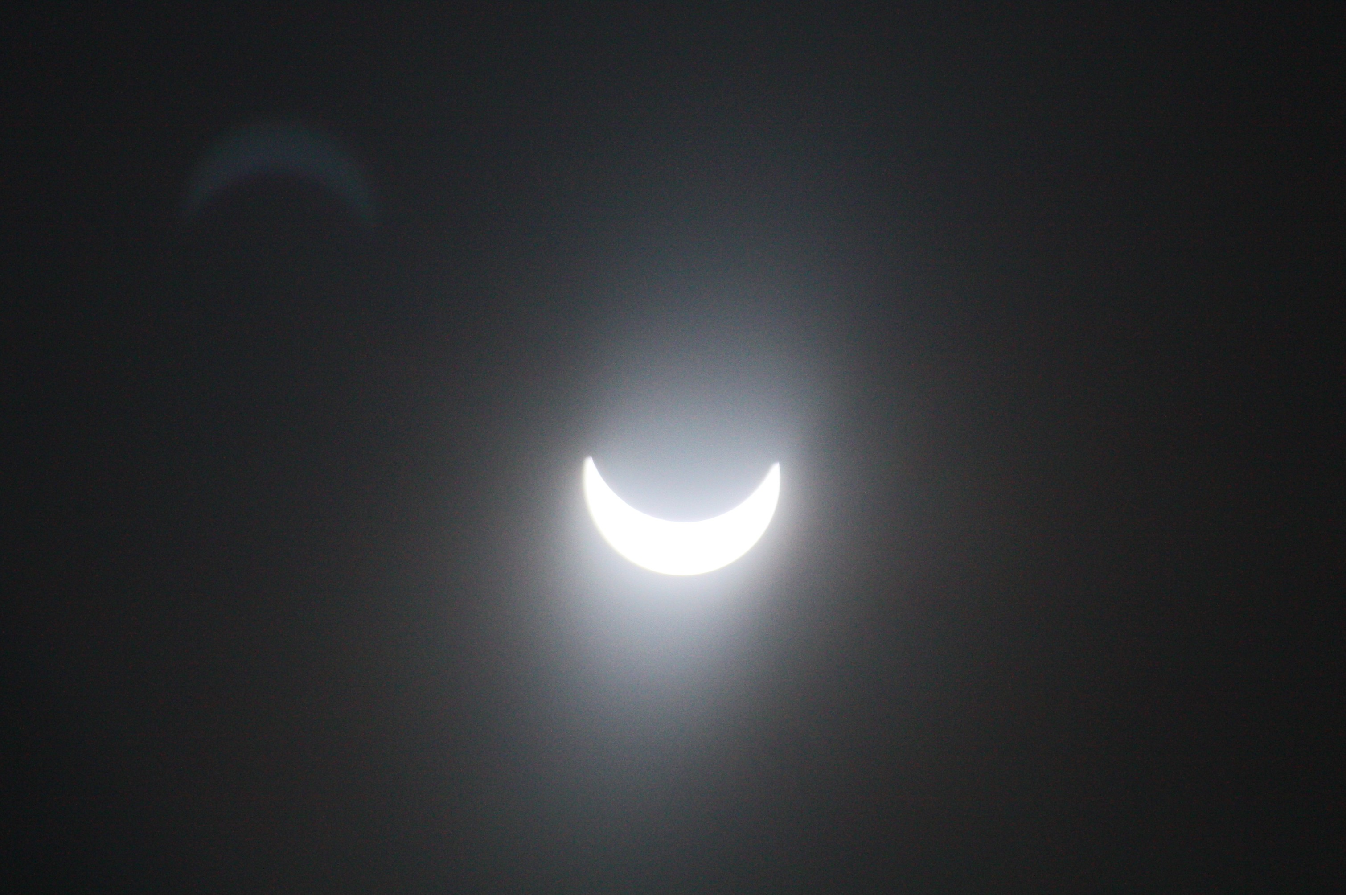
Sonnenfinsternis in Markt Schwaben bei München
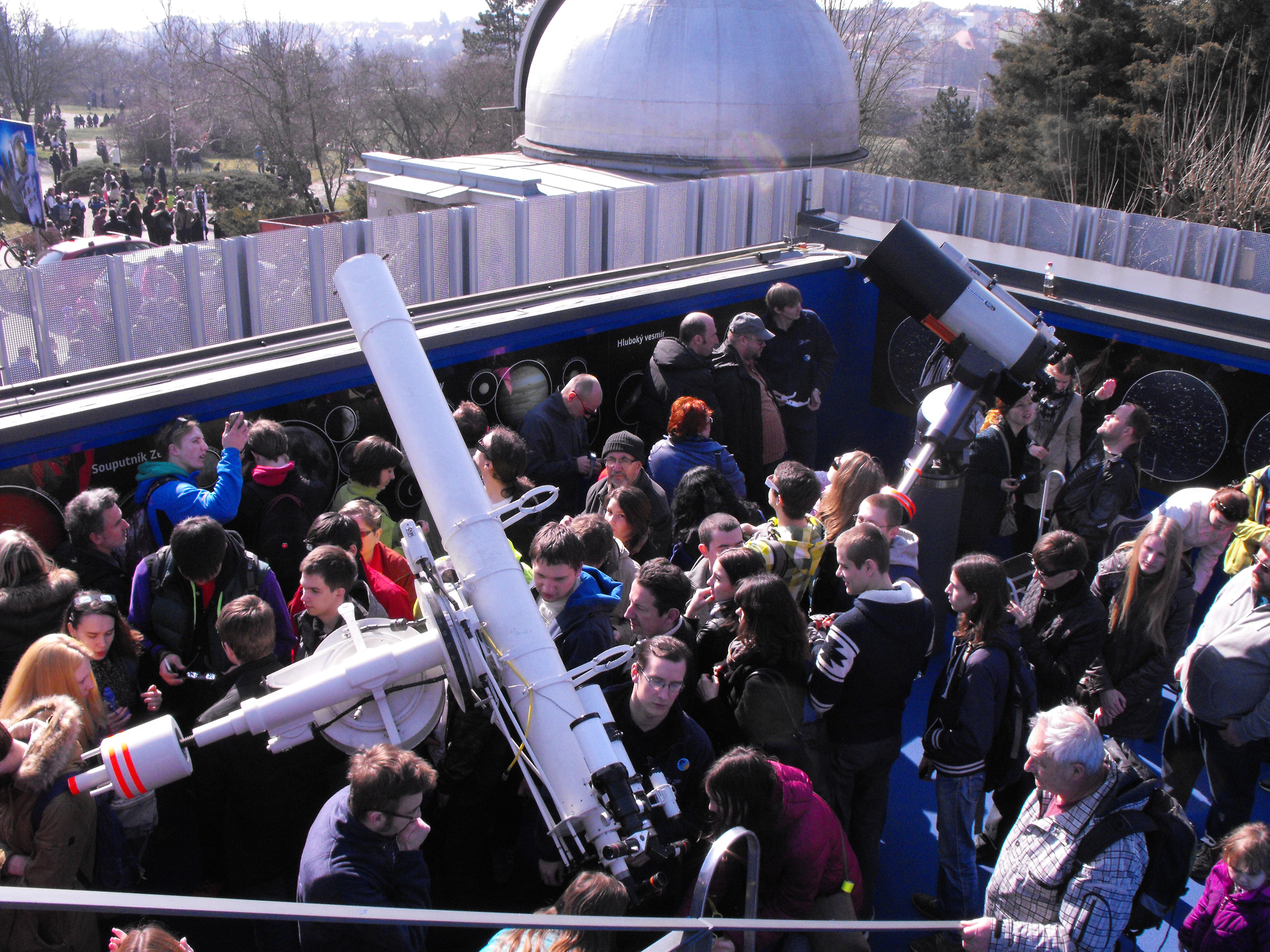
Beobachtung im Planetarium Brünn
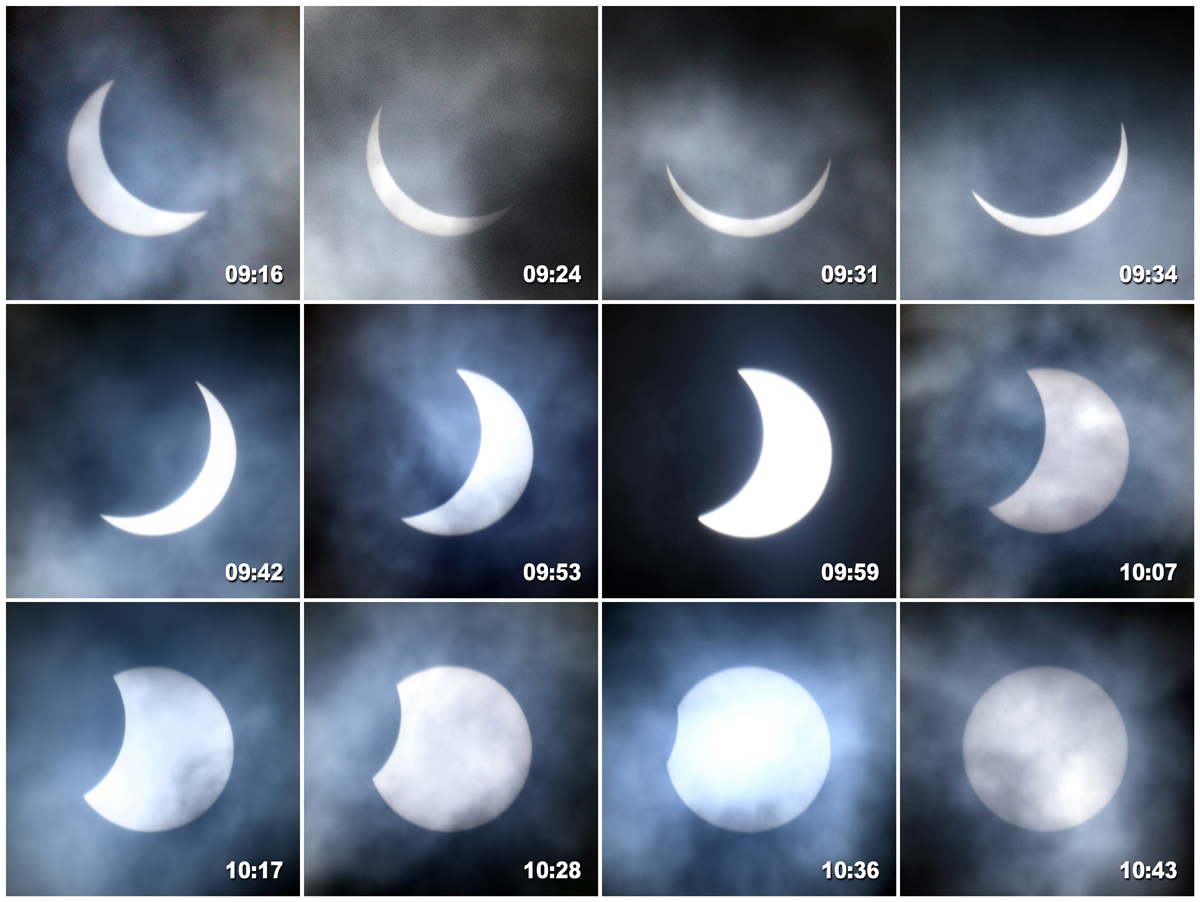
Verlauf in Sheffield, UK, maximaler Bedeckungsgrad etwa 89 Prozent
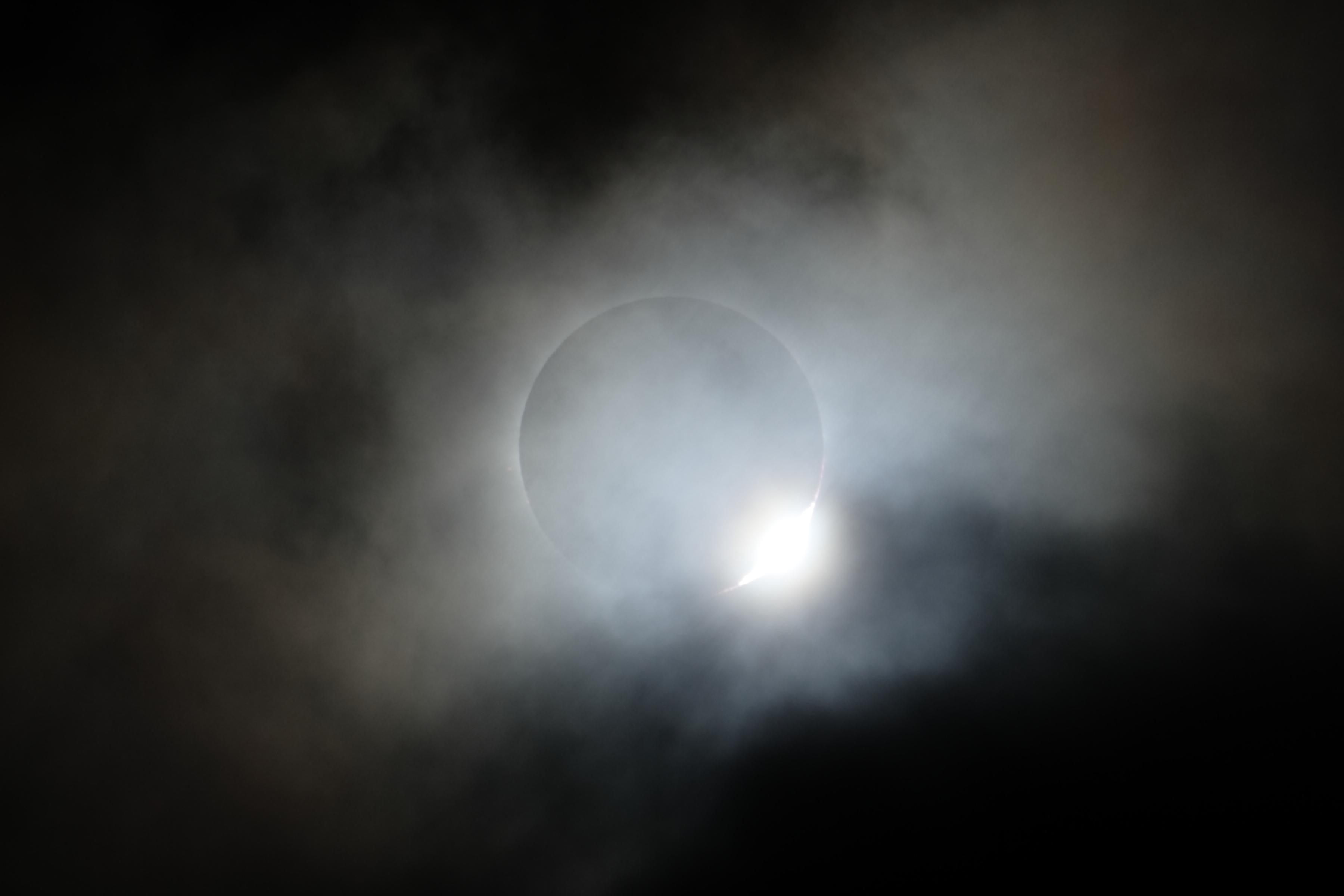
Ende der Totalität; Tórshavn, Färöer
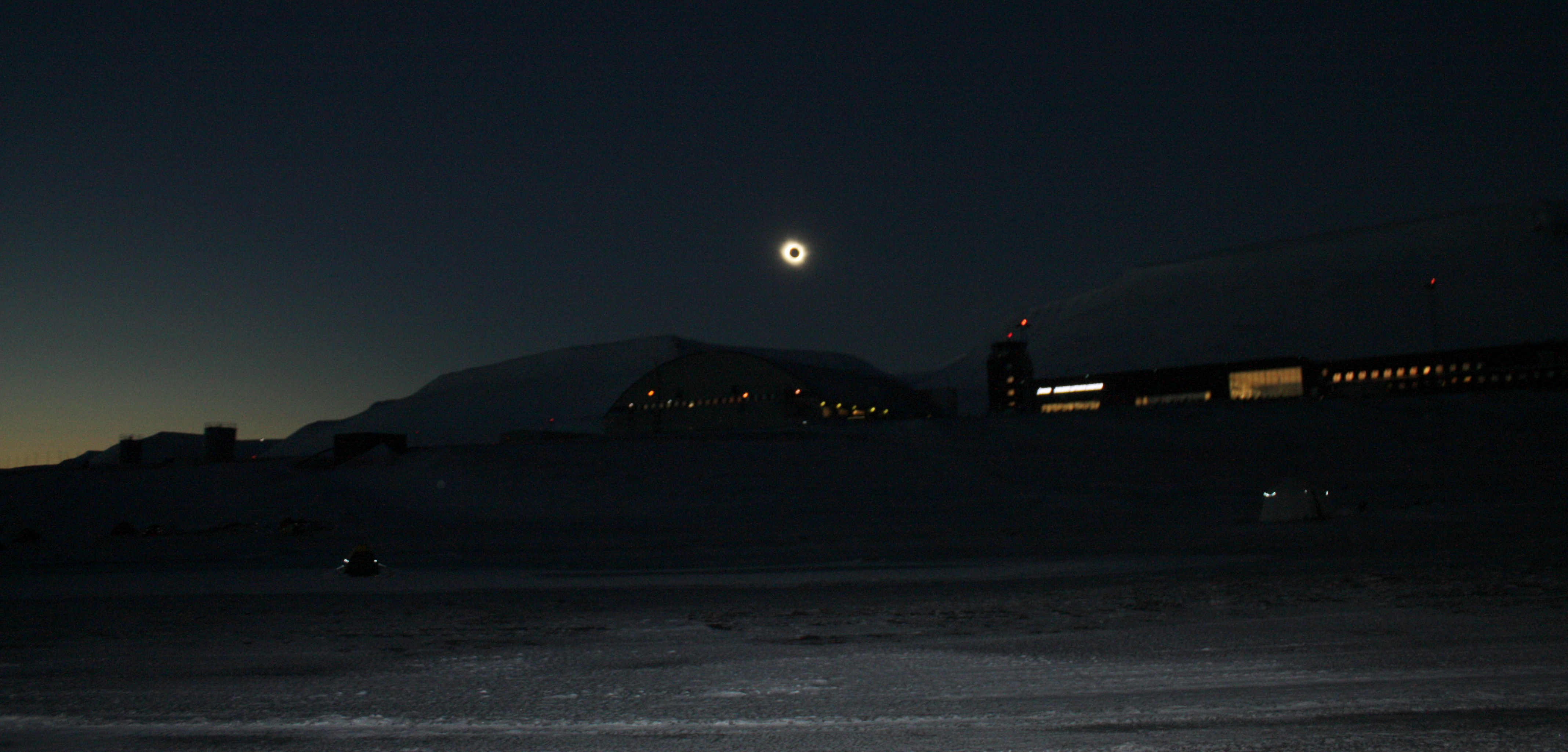
Totalität in Longyearbyen, Spitzbergen
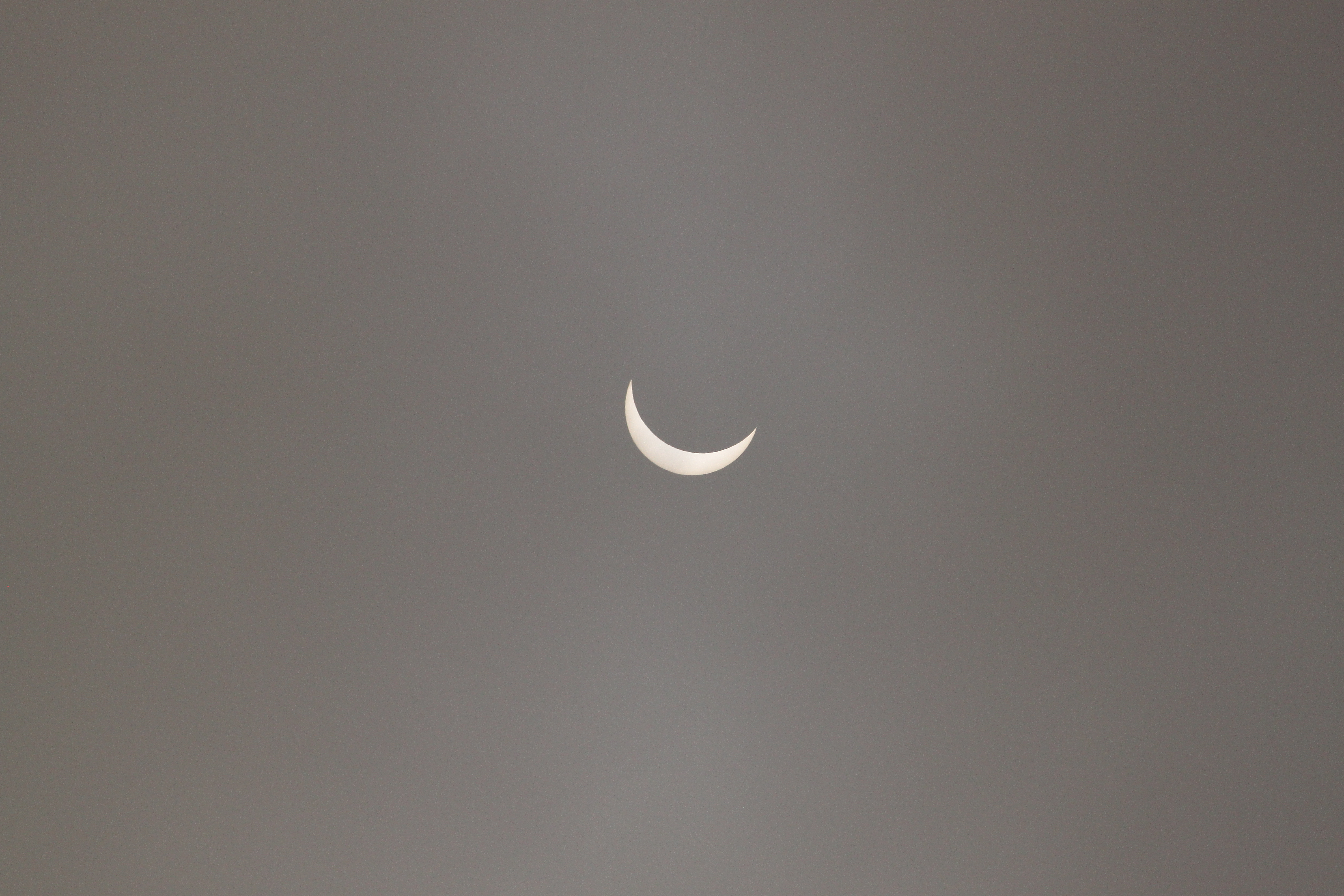
Timelapse-Video der Sonnenfinsternis, aufgenommen in Mindelheim (nähe München)
- Sonnenfinsternis in Hamburg

## Einfluss auf die Solarstromerzeugung und Netzlastregelung

Deutschland hat weltweit die höchste installierte Photovoltaikdichte – eine schnelle Veränderung dieser Photovoltaikleistung erfordert eine entsprechend hohe Regelleistung

Tagesverlauf der Sonneneinstrahlung am 20. März 2015 gemessen in Dresden. Man sieht einen steilen Abfall bei zunehmender Sonnenabdeckung sowie einen noch steileren Anstieg beim Abnehmen der Sonnenfinsternis.

Tagesverlauf der Sonneneinstrahlung am 20. März 2015 gemessen in Brunsbüttel

Die Netzfrequenz im europäischen Netzverbund blieb während der Sonnenfinsternis in einem unproblematischen Bereich

Im Vorfeld der Sonnenfinsternis wurde von einigen Medien die Befürchtung geäußert, durch den Einbruch der Solarstromerzeugung während der Finsternis und das rasche Wiederansteigen der Einspeisung nach der Finsternis könnte die Stabilität der Stromversorgung gefährdet sein. Ursächlich hierfür sei der gegenüber Tagen mit normaler Solarstromeinspeisung deutlich größere Leistungsgradient, d. h. die höhere Geschwindigkeit des Leistungsabfalls bzw. Leistungsanstiegs.
Wissenschaftliche Studien hingegen sahen in der Sonnenfinsternis keine Gefahr für das Stromnetz. So errechnete z. B. eine im Oktober 2014 vorgelegte Studie der Hochschule für Technik und Wirtschaft Berlin bei bewölktem Himmel einen Leistungsgradienten (zeitliche Abnahme bzw. Zunahme der elektrischen Leistung) von maximal 52 MW/min (Megawatt pro Minute), während bei klarem Himmel −272 MW/min und +348 MW/min möglich seien, was dem 3,5-fachen der üblichen Leistungsgradienten aller Photovoltaikanlagen in Deutschland entsprach. Eine vom Verband Europäischer Übertragungsnetzbetreiber (ENTSO-E) in Auftrag gegebene Studie kam zu etwas höheren Werten für die maximal möglichen Leistungsgradienten und nannte −400 MW/min bzw. +700 MW/min.
Dieser Anstieg der residualen Last kann in Deutschland nach Weniger et al. alleine durch die Pumpspeicherkraftwerke aufgefangen werden. Zusätzlich könnten flexible Kraftwerke, wie beispielsweise schnell regelbare Gaskraftwerke, zum Ausgleich beitragen. Weiterhin wären auch Ausgleichsmaßnahmen auf der Nachfrageseite möglich, sogenannte Laststeuerungsmaßnahmen. Die entsprechend der vorhergesagten Bewölkungssituation zu erwartenden Auswirkungen der Sonnenfinsternis müssten allerdings in der Strombedarfsplanung vorausschauend berücksichtigt werden.
Tatsächlich lag die Solarstromleistung während der Sonnenfinsternis am oberen Ende der Prognose; die Sonnenfinsternis konnte wie prognostiziert ohne Ausfälle bewältigt werden. Es wurden im Vorhinein zusätzliche Reservekapazitäten geordert und auch Kraftwerksausfälle einkalkuliert. Als zusätzliche Sicherheitsmaßnahme waren auch Laststeuerungsmaßnahmen vereinbart worden, sodass am Höhepunkt der Verdunkelung unter anderem Aluminiumerzeuger ihre Produktion drosselten, wofür sie Vergütungen erhielten. Die Regelenergie wurde nur in überschaubarem Maße gebraucht. Die Kosten für die vorsorglich georderten Reservekapazitäten (3,5 Mio. Euro) entsprachen etwa einem Drittel der Zusatzkosten, die bei einem Orkan anfallen können (10 Mio. Euro). Auch der Strommarkt funktionierte und schwankte zwischen hohen Preisen und negativen Strompreisen (als viel Solarstrom zurückkehrte).
Die Sonnenfinsternis galt zudem als Testfall für die Energiewende, da es durch den weiteren starken Ausbau fluktuierender erneuerbarer Energien Photovoltaik und Windenergie zukünftig häufiger zu starken Schwankungen in der Stromerzeugung kommen wird, z. B. wenn bei wolkenlosem Himmel am Vormittag starker Wind aufkommt oder am Nachmittag der Wind abflaut. Somit ergaben die Maßnahmen der Netzbetreiber zur Gewährleistung der Netzstabilität auch beim Auftreten von Maximalschwankungen durch die hier beschriebene Sonnenfinsternis wertvolle Hinweise für zukünftige Flexibilitätsanforderungen an das Stromnetz. Eine nach der Finsternis durchgeführte Untersuchung anhand von Realdaten ergab, dass die möglichen Effekte der Finsternis bereits im Vorfeld sehr genau prognostiziert werden konnten und die Netzsicherheit selbst in einem Worst-Case-Szenario nicht gefährdet war. Tatsächlich blieb die Netzfrequenz deutlich in einem beherrschbaren Rahmen. Allerdings lagen die Leistungsgradienten von Photovoltaikanlagen mindestens um Faktor 2 höher als an einem normalen Tag.

## Umgang in der Schule
Der Freitag, 20. März 2015, war ein regulärer Schultag, somit bestand während der Finsternis Schulpflicht. Durch die nur für Fachleute verständliche Gefahrenbeschreibung im Umgang mit Sonnenfinsternissen, etwa durch das Kultusministerium in Nordrhein-Westfalen, gab es eine große Bandbreite von Entscheidungen hinsichtlich der Beobachtungsmöglichkeiten für Schülerinnen und Schüler. Häufig mussten jedoch Kinder in Schulgebäuden bleiben. Dies sorgte in den naturwissenschaftlich orientierten Teilen der Gesellschaft zu erheblichem Unmut über den Zustand des Bildungsstandortes Deutschland.

## Klassifikation der Finsternis

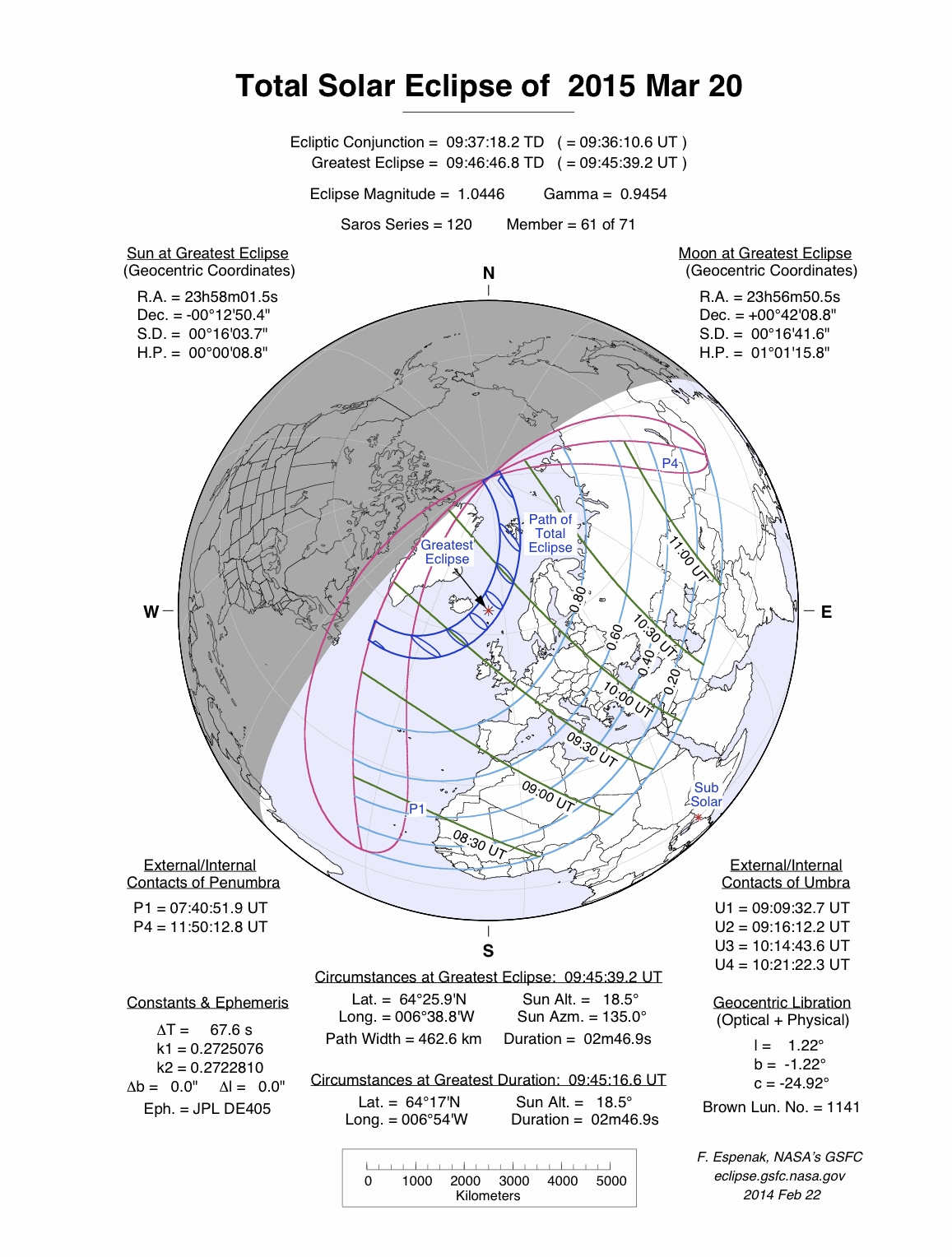
Verlauf der Sonnenfinsternis und Totalitätszone(blau)

Die Finsternis war die 61. von 71 Sonnenfinsternissen des Saroszyklus mit der Nummer 120. Alle Finsternisse dieses Zyklus finden statt, wenn der Mond seinen absteigenden Mondknoten passiert. Der Zyklus begann mit der Finsternis vom 27. Mai 933 mit einer partiellen Finsternis, bei der der Schatten des Mondes den Südpol streifte. Bei den folgenden Finsternissen des Zyklus wanderte der Schatten immer weiter nach Norden, bei der letzten Finsternis am 7. Juli 2195 wird er nur noch den Nordpol streifen. Die Finsternis des Jahres 2015 war die vorletzte totale des Zyklus, nur noch bei der Nachfolgefinsternis vom 30. März 2033 wird die Neumondscheibe die Sonne ganz bedecken.

## Folgende Sonnenfinsternisse
Am 13. September ereignete sich die zweite Sonnenfinsternis des Jahres 2015. Sie war nur partiell und demnach nirgendwo auf der Erde als ringförmig oder total beobachtbar. Sie konnte vom südlichen Afrika, im südlichen Indischen Ozean und der Antarktis aus gesehen werden. Die darauf folgende zentrale Finsternis sah man am 9. März 2016. Bei dieser totalen Sonnenfinsternis zog der Kernschatten über Sumatra, Borneo und Sulawesi hinweg. Die Sonnenfinsternis vom 21. August 2017 war in ihrer partiellen Phase nur in Westeuropa zu sehen. Zur nächsten von Mitteleuropa aus sichtbaren Finsternis kam es am 10. Juni 2021. Diese ringförmige Finsternis war von dort auch nur partiell zu sehen.

## Trivia
Die färingische Band Hamferð nahm über die Totalität ein Musikvideo auf, bei dem der Sänger und die beiden Gitarristen der Band zu sehen sind mit der Finsternis im Hintergrund.